# Miguel Güelles

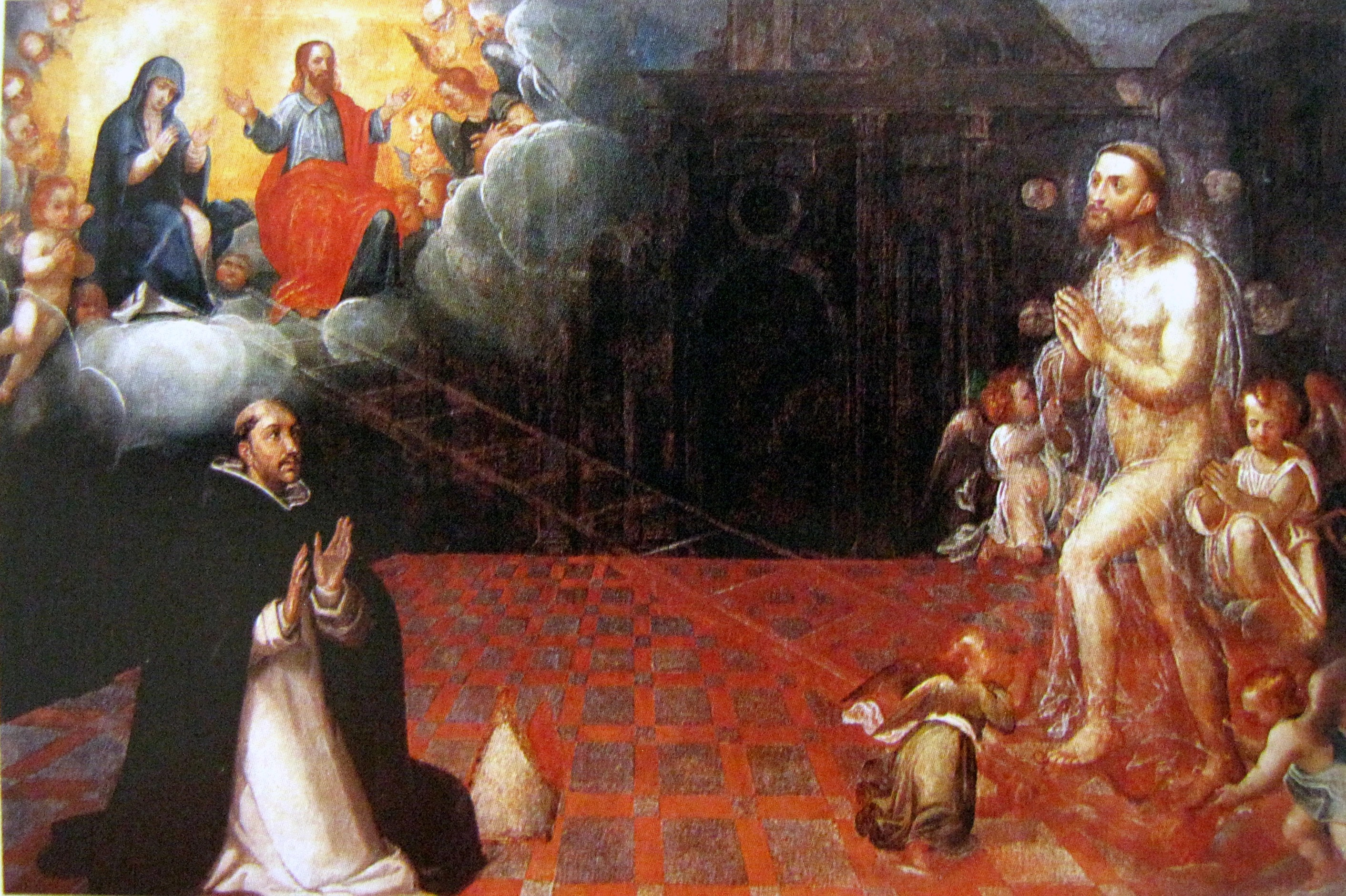
Visión de fray Guala, óleo sobre lienzo, h. 1607, Lima, Basílica y convento de Santo Domingo

Miguel Güelles (ft. 1607-1637) fue un pintor barroco español, activo en Sevilla.

## Biografía
Los primeros datos documentales datan de 1607, cuando contrató con el onubense Alonso Bejarano la pintura de veintidós cuadros probablemente destinados a un retablo. Un año después y junto con Domingo Carro contrató con el provincial de la Orden de Santo Domingo en Perú la ejecución de una serie de cuarenta y un lienzos dedicados a la vida de santo Domingo de Guzmán. Treinta y seis se conservan en el convento de Nuestra Señora del Rosario o de Santo Domingo de Lima, no todos correspondientes a ese encargo, en un estilo cercano al de Juan de Uceda y desiguales de factura, de dibujo correcto e incipiente naturalismo. Con todo, la ausencia de otras obras tanto de Güelles como de Carro, hace imposible determinar lo que corresponde a cada uno en la serie e incluso impide descartar la posible participación de otros autores en ella, como podría haber sido el propio Juan de Uceda.
No es el único trabajo que se le documenta para el Nuevo Mundo: en 1619 otorgó poder para cobrar en México un cajón con treinta lienzos con pinturas de ermitaños y ermitañas, posiblemente paisajes, que había entregado en Sevilla a «Fray Baltasar Maldonado de la Orden de San Francisco para llevarlo a la provincia de Nueva España», aunque en esta ocasión probablemente actuaba por iniciativa propia, sin mediación de encargo. Un año después, de la parroquia de las Angustias de Ayamonte (Huelva) recibió el encargo de pintar un cuadro de las Ánimas con san Miguel, destruido en julio de 1936, y de la iglesia de San Mateo de Carmona se le pidieron cuatro lienzos de san Mateo, el Crucificado, la Virgen y el ángel de la Anunciación. La contratación de varios aprendices demuestra la intensa actividad del taller en estos años, en los que también trabajó para el obispo de Cádiz.
La ausencia de obras conservadas contrasta con la abundante documentación y su intensa actividad gremial, como alcalde veedor y examinador del oficio de pintor, cargo que desempeñaba ya en 1610 junto con Diego de Ojeda. En 1619 se encontraba en el ejercicio del cargo en unión de Juan de Uceda cuando ambos denunciaron a Francisco de Herrera el Viejo por practicar el oficio sin haber pasado examen. A Francisco López Caro, compañero y amigo de Velázquez, lo examinó en abril de 1620. En 1630 examinó a Pablo Legot, de treinta y dos años. En junio de 1631, con Francisco Varela, examinó entre otros al portugués Baltasar Gómez Figueira, en 1634 a Juan de Luzón y Esteban de Araque, ahora en compañía de Francisco Pacheco, en 1635, con Juan del Castillo, Francisco Varela y Alonso Cano pasó examen a Gaspar Fernández de Ribas; en 1636 al flamenco Juan van Mol, y en febrero de 1637 a Sebastián de Reina, llegando hasta este año la documentación a él referida.
Dictó testamento en 1634, constando por él que estaba casado desde aproximadamente 1604 con Jerónima de Pineda, además de tener una hija natural, llamada María Güelles.